# 須々岐水神社 (松本市)

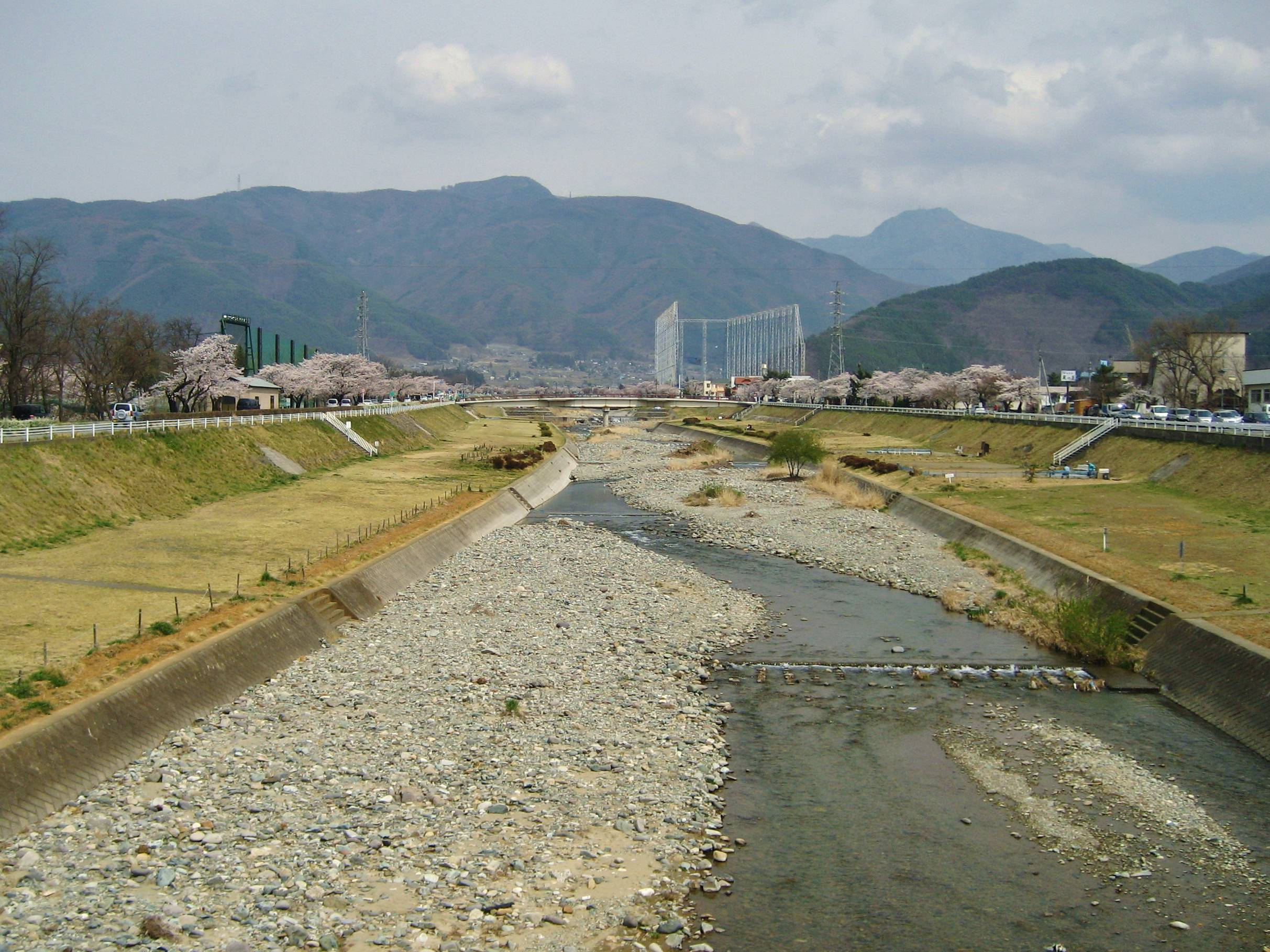
松本市を流れる薄川

須々岐水神社（すすきがわじんじゃ）は、長野県松本市里山辺にある神社。登記上の宗教法人名称は須須岐水神社。

## 歴史
- 「日本後紀」延暦18年（799年）12月甲戌条に、高句麗から渡来した信濃国人卦婁真老（外従六位下）は「須々岐」の姓を与えられたとある。
- 867年（貞観9年）に、安曇大野川の梓水神社とともに、正六位上から従五位下に昇叙されたと、『日本三代実録』に記録が残る。
- 1458年（長禄2年）の墨書銘をもつ木造の狛犬が残る[4]。
- 『信府統記』の「松本領諸社記」には、「薄宮大明神」として「山奥の大明神平に降りた神が、笹の葉に乗って薄川をくだり薄畑に着き、現在の社地に移った」との伝承が記録されている。

## 境内
本殿の建築年代は明らかになっていないが、延宝8年（1680年）以降の棟札が多く残っている。
境内の「桜之宮」には聖徳太子が祀られている。

## 例祭
お船祭り

江戸時代にはじまり、現在は毎年5月5日に行われる例祭である。9つの町会がもっている「お船」（一般には山車（だし）と呼ばれ、曳き山・屋台・舞台などと呼称することもあるが、須々岐水神社では「お船」と呼ぶ）を境内まで曳く。9基のお船には彫刻が施されており、いずれも長野県宝に指定されている。
御柱祭り
7年に1回、卯年と酉年に行われる。松本市の重要無形民俗文化財に指定されている。

## 交通アクセス
公共交通機関
JR松本駅からタクシーで20分間。
自家用自動車
長野自動車道・松本インターチェンジから7キロメートル、自動車で25分間。駐車場はない。